# 三枝紀生
三枝 紀生（さいぐさ のりお、1949年（昭和24年）2月11日 - ）は、日本の実業家。京成電鉄会長。京成電鉄第11代代表取締役社長。関東鉄道監査役、北総鉄道取締役をかつて兼任し、現在は新京成電鉄取締役も兼任。千葉県大網白里市在住。

## 人物
- 1949年千葉県生まれ。
- 1971年3月、中央大学経済学部経済学科卒業と同時に京成電鉄入社[3]。

## 経歴
- 1971年4月 京成電鉄電鉄入社。
- 1999年7月 同人事部付部長。
- 2004年6月 同取締役。
- 2006年6月 同常務取締役。
- 2008年6月 同代表取締役。
- 2008年6月 同専務取締役。
- 2010年6月 同取締役副社長同取締役社長。
- 2011年6月　同第11代社長就任[4]。
- 2016年5月　関東鉄道協会会長。
- 2017年6月　同社長を退任し、同会長に就任[5]。